# Aloe divaricata
Aloe divaricata är en grästrädsväxtart som beskrevs av Alwin Berger. Aloe divaricata ingår i släktet Aloe och familjen grästrädsväxter.
Artens utbredningsområde är Madagaskar.

## Underarter
Arten delas in i följande underarter:
- A. d. divaricata
- A. d. rosea

## Bildgalleri

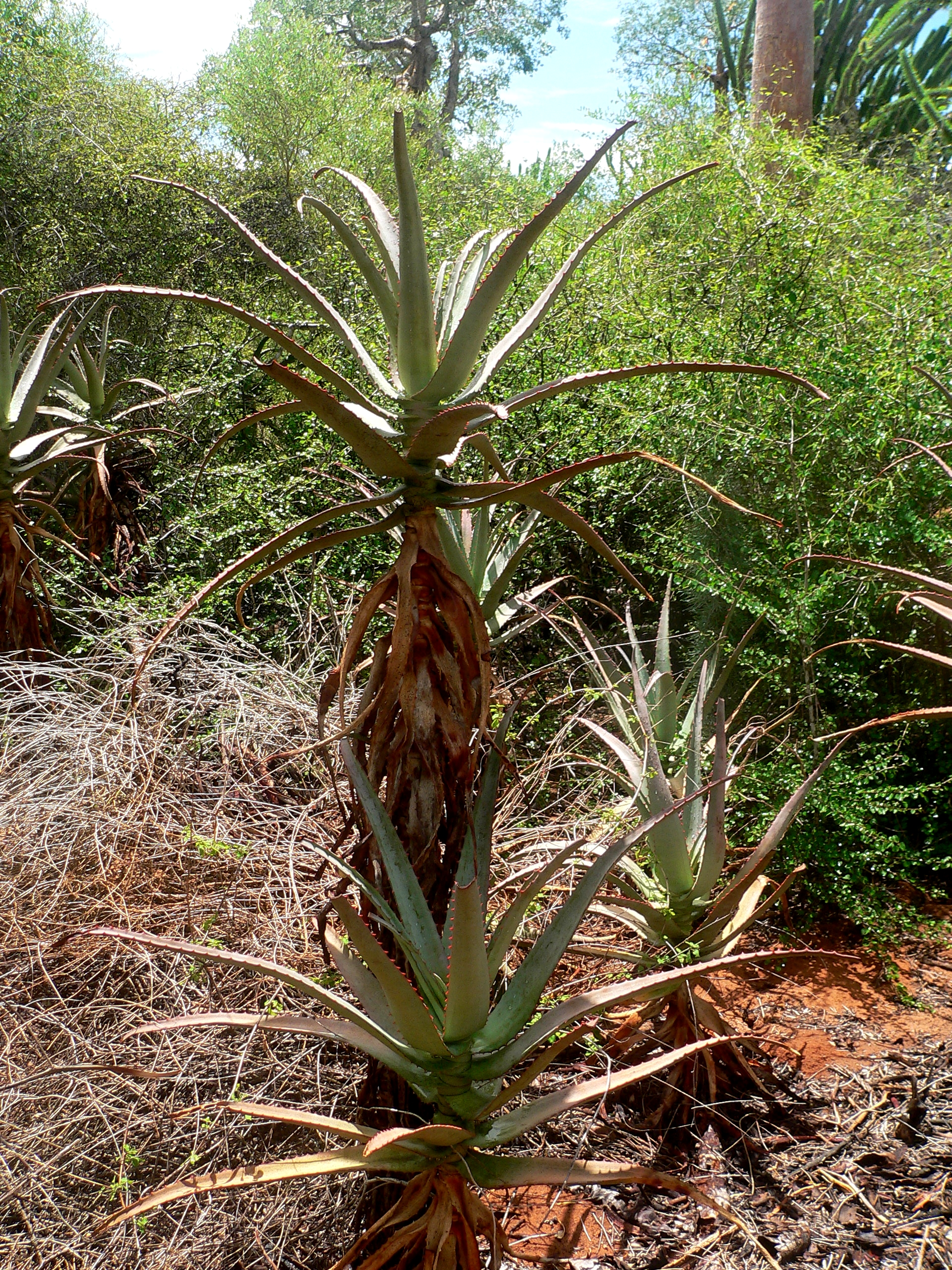
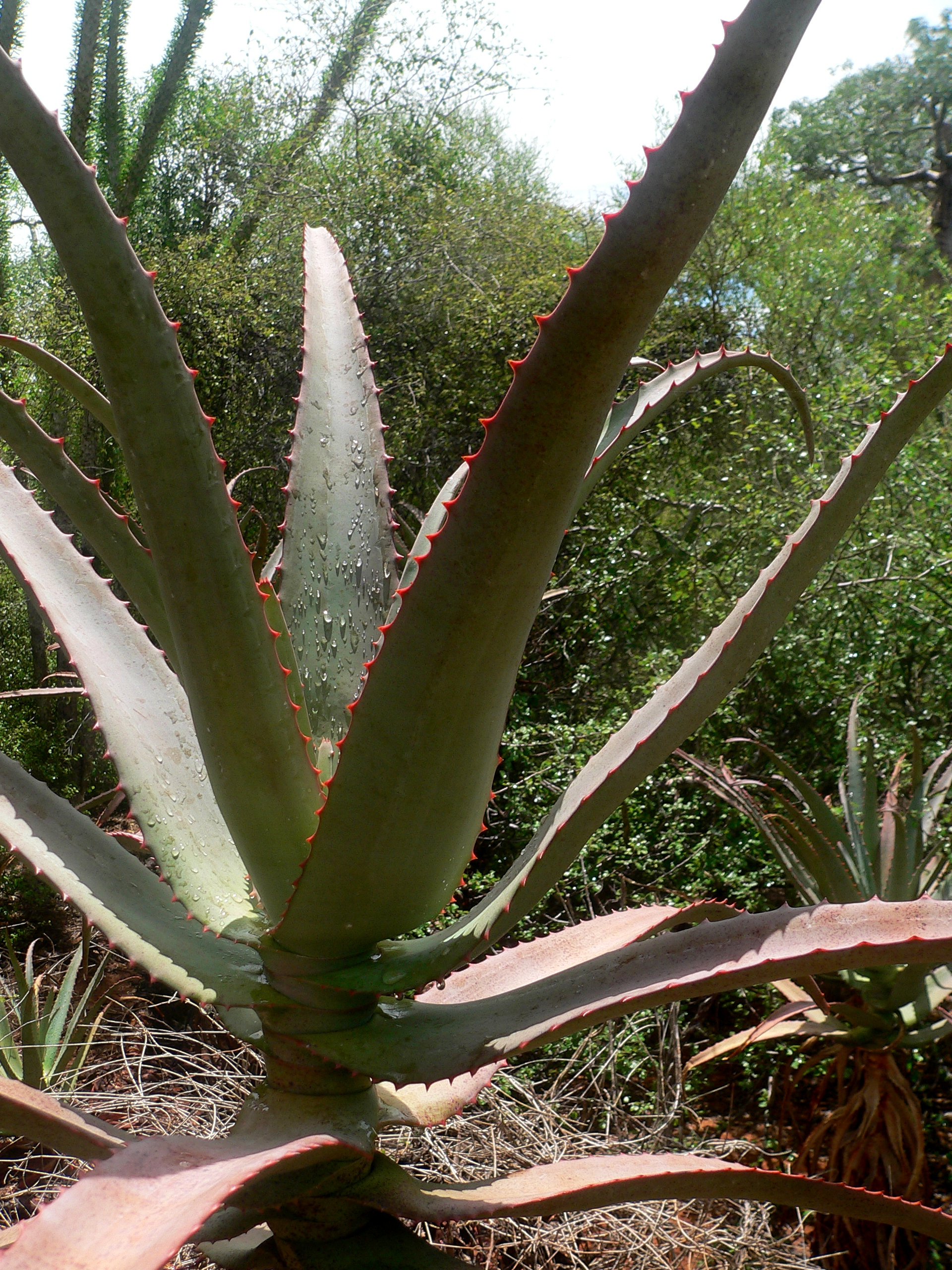
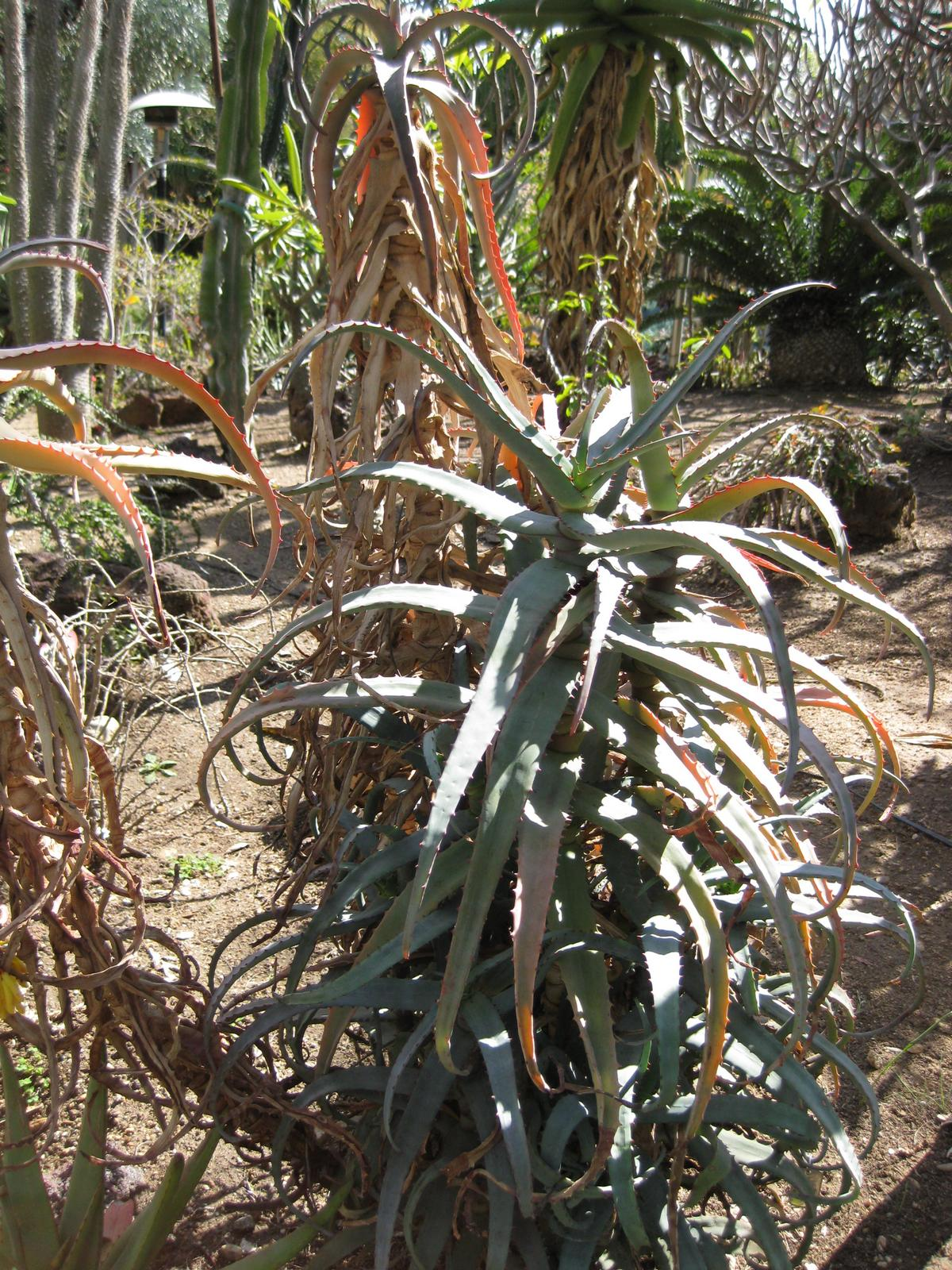
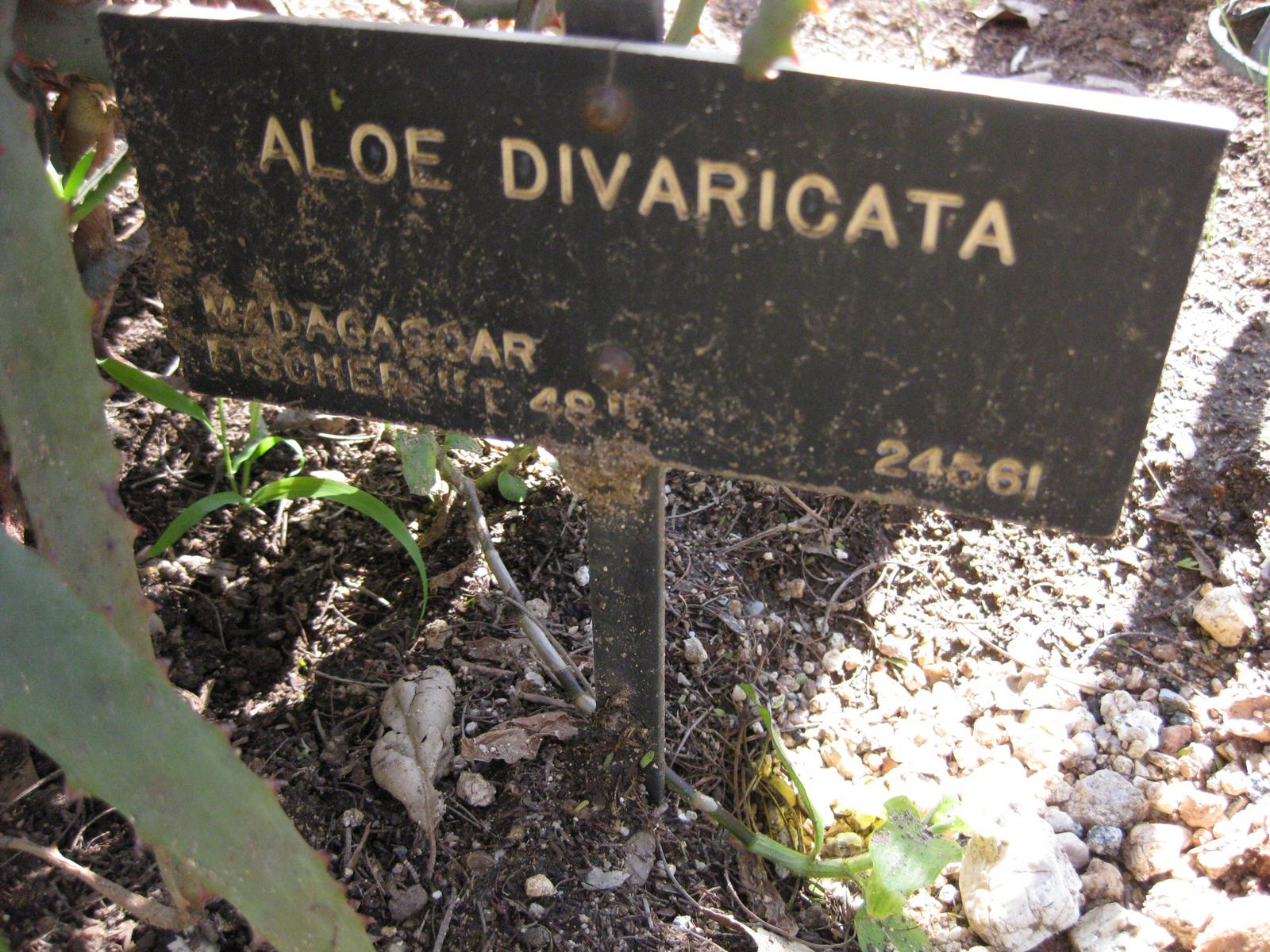